# 布羅斯諾龍
布羅斯諾龍（英文：Brosno dragon，俄語：Бросненское чудовище）亦稱布羅斯尼亞（Brosnya，俄語：Бросня）是一隻湖怪的名字。據説布羅斯諾龍栖息與俄羅斯特維爾布羅斯諾湖中，它通常被描述爲類似龍或古代大型爬行動物的生物。它亦是俄羅斯部分地區的傳説主題，其中一些據説可追溯至13世紀。一些目擊者相信布羅斯諾龍是幸存的蛇頸龍。

## 歷史
傳説
傳説13世紀蒙古第二次西征期間，拔都帶領軍隊進攻大諾夫哥羅德，當軍隊在布羅斯諾湖邊休整時，一隻巨獸從隨著出現開始吞噬馬匹與士兵。另一些傳説則提到湖中會不時出現“沙山”，以及突然被湖中巨獸吞噬的漁民和試圖尋找財寶而與“沙山”一同被龍吞噬的瓦良格人。較近的一則傳説聲稱第二次世界大戰期間湖中出現一條龍襲擊了一架納粹飛機。
目擊
2001年，一名女孩在湖邊失蹤，據稱她在失蹤前曾看見湖邊有怪物出沒。
2002年， «Космопоиск»對布羅斯諾龍進行爲期二周的調查后認爲，目擊者無法提供核心證據，且兩段疑似布羅斯諾龍視頻也被證實衹是豬和鴨子。

## 理論
儘管許多目擊者曾宣稱看見有怪獸在布羅斯諾湖中活動，但研究者們依然保持著懷疑態度，并提出一些解釋：
一個可能假設是，從湖底升起的硫化氫“氣泡”造成的湖水沸騰被目擊者誤認爲是大型動物在水中活動。關於硫化氫持續上湧的原因，有“湖底火山”與“藻類腐爛”兩者假説。在2002- 2007年，依據全俄科學和研究公共協會«Космопоиск» 的調查，布羅斯諾湖異常現象源于湖底的天然氣礦床。